# Edward Materski
Edward Henryk Materski (ur. 6 stycznia 1923 w Wilnie, zm. 24 marca 2012 w Radomiu) – polski duchowny rzymskokatolicki, doktor nauk teologicznych, biskup pomocniczy kielecki w latach 1968–1981, biskup diecezjalny sandomierski w latach 1981–1992, biskup diecezjalny radomski w latach 1992–1999, od 1999 biskup senior diecezji radomskiej.

## Życiorys
Syn Ignacego i Marii z Filutowskich, urodził się w polskiej rodzinie inteligenckiej. Po śmierci ojca w 1932 wraz z matką i dwiema siostrami przeniósł się do Warszawy, gdzie uczęszczał do Gimnazjum Wojciecha Górskiego w Warszawie, które ukończył w 1940. Ostatnie dwa semestry – w czasie okupacji – odbył na kompletach tajnego nauczania. Brał udział w powstaniu warszawskim.
Święcenia kapłańskie przyjął w 1947 w Kielcach. W latach 1951–1953 studiował na Wydziale Teologii Katolickiej Uniwersytetu Warszawskiego, gdzie uzyskał magisterium. Doktorat otrzymał w 1955 na Akademii Teologii Katolickiej. W czasie pobytu w Warszawie pełnił rolę niemianowanego sekretarza biskupa kieleckiego Czesława Kaczmarka. Odwiedzał go w więzieniu, wiele razy w miejscu internowania, pośredniczył w kontakcie biskupa z prawnikami, a także uczestniczył w rozprowadzeniu tajnej korespondencji. W grudniu 1956, po październikowej odwilży, powrócił do Kielc, gdzie został wizytatorem diecezjalnym katechizacji i wykładowcą katechetyki w seminarium duchownym. Pierwszym jego zadaniem było zorganizowanie katechizacji we wszystkich szkołach na terenie diecezji. W czerwcu 1957 we wszystkich szkołach odbywały się lekcje religii.
Już od września tego roku rozpoczęto na nowo usuwanie katechizacji z poszczególnych szkół i pojawiło się nowe zadanie – organizowania katechezy pozaszkolnej. W 1957 zainicjował wakacyjne Kursy Katechetyczne oraz współdziałał w powstawaniu licznych pomocy dla katechetów i dla uczniów, jak np.: Mój katechizm, Czekamy na Zbawiciela, Pan Jezus pośród nas, Chrystus Prawdą. Począwszy od roku 1964 do roku 1988 wykładał katechetykę formalną i prowadził ćwiczenia katechetyczne na Katolickim Uniwersytecie Lubelskim.
W październiku 1968 papież Paweł VI mianował go biskupem pomocniczym diecezji kieleckiej ze stolicą tytularną Aquae Sirenses. Sakrę biskupią otrzymał w katedrze kieleckiej 22 grudnia 1968 z rąk kard. Stefana Wyszyńskiego, któremu asystowali biskup diecezjalny kielecki Jan Jaroszewicz i osobisty przyjaciel nominata biskup Wacław Skomorucha. 28 marca 1981 został mianowany przez papieża Jana Pawła II biskupem diecezjalnym diecezji sandomierskiej.
Diecezja sandomierska decyzją Stolicy Apostolskiej z roku 1981 została przemianowana na diecezję sandomiersko-radomską. 25 marca 1992 papież Jan Paweł II utworzył diecezję radomską, której pierwszym biskupem został biskup Materski. W czasie sprawowania pasterskiej posługi erygował 135 nowych parafii, z których 116 znajduje się w diecezji radomskiej, a 19 w obecnej diecezji sandomierskiej.
Jest inicjatorem budowy Wyższego Seminarium Duchownego w Radomiu. Przez 6 lat nie mógł otrzymać pozwolenia na budowę. Pozwolenie otrzymał w grudniu 1987. Budowa została natychmiast rozpoczęta. 4 czerwca gościł w Radomiu Jana Pawła II. W tym dniu papież poświęcił nowo zbudowane seminarium duchowne. W 1991 stworzył diecezjalne Radio AVE, od 1992 wydawał „AVE. Pismo Diecezji Radomskiej”. Założył także drukarnię diecezjalną. Polecił przygotowanie materiałów potrzebnych do beatyfikacji pięciu kapłanów męczenników czasu okupacji: ks. Kazimierza Grelewskiego, ks. Stefana Grelewskiego, ks. Franciszka Rosłańca, ks. Bolesława Strzeleckiego, ks. Kazimierza Sykulskiego. Beatyfikacji dokonał Jan Paweł II w 1999.
6 stycznia 1998 ukończył 75 lat życia, powiadamiając Stolicę Apostolską o gotowości przejścia na emeryturę. 21 sierpnia 1999 przekazał kanoniczne pasterzowanie diecezją radomską biskupowi Janowi Chrapkowi.
29 lipca 2007 prezydent RP Lech Kaczyński odznaczył go Krzyżem Komandorskim Orderu Odrodzenia Polski.
19 lutego 2012 przeszedł poważną operację chirurgiczną. Po kilku tygodniach stan jego zdrowia pogorszył się gwałtownie. Zmarł 24 marca w Wojewódzkim Szpitalu Specjalistycznym w Radomiu. 29 marca 2012 odbyła się w radomskiej katedrze msza pogrzebowa, po której został pochowany na cmentarzu przy ulicy Limanowskiego w grobowcu biskupów radomskich.